# Alpi I
Nadjm al-Din Alpi fou un emir ortúkida de Mardin i Mayyafarikin. Era fill de Timurtash al que va succeir a la seva mort vers el 1152 i va governar uns 24 anys.
Nur al-Din d'Alep exercia l'hegemonia a la Djazira i al Diyar Bakr i tenia bones relacions amb Kara Arslan, emir ortúkida de Khartpert i Hisn Kayfa; Alpi no tenia males relacions amb Nur al-Din però pensava que en cas de conflicte seria sacrificat abans que el seu parent i per això va voler assegurar la seva posició amb una aliança amb el Shah-i-Armin d'Akhlat; a canvi d'aliança d'aquest va haver de participar en les seves expedicions contra Geòrgia.
Va morir el 1176 i el va succeir el seu fill Kutb al-Din Ilghazi.